# Balsas guerrerensis
Balsas guerrerensis är en kinesträdsväxtart som beskrevs av Cruz Durán & K.Vega. Balsas guerrerensis ingår som enda art i släktet Balsas och familjen kinesträdsväxter. Inga underarter finns listade i Catalogue of Life.